# 탑석역
탑석역(Tapseok station, 塔石驛)은 경기도 의정부시 용현동에 있는 의정부 경전철의 전철역이다. 현재 의정부 경전철의 중간 종점이며, 일부 열차는 이 역에서 차량기지 인입선을 통해 회차한다. 승객들은 회차 장면을 열차 안에서 볼 수 있다. 이 역은 차량기지와 연결되어 있다.

## 회차 방식
탑석행 열차가 탑석역에 정차한 후, 차량기지 방면으로 전진하여 회차선로에서
회차한다. 회차 후 즉시 발곡행으로 행선지를 바꾸어 반대편 승강장으로 진입한다.

## 역사
- 2012년 7월 1일: 의정부 경전철 탑석 ~ 발곡 구간 개통
- 2021년 10월 30일: 의정부 경전철 탑석 ~ 차량기지 임시승강장 구간 개통으로 중간역이 됨
- 2027년 12월: 장암~고읍 구간 개통과 함께 환승역이 될예정

## 역 구조
2면 2선의 상대식 승강장이 있는 지상역이며, 스크린도어가 설치돼 있다. 7호선이 들어온다면 경전철 수요를 대폭 늘려줄 예정이다. 노선의 가장 끝에 있지만 금오동에 거주한 사람들도 경전철-1호선-7호선 루트를 거치기 보다는 탑석으로 와서 7호선으로 환승하는 방편이 승객들의 편의를 높이는 방법이 되기 때문이다.

### 의정부경전철 승강장
| 송산↑                |
| \| 상                |
| ↓차량기지 임시승강장 |

| 상행 | ● 의정부 경전철 | 곤제 · 의정부중앙 · 경전철 의정부 · 발곡 방면 |
| 하행 | ● 의정부 경전철 | 차량기지 임시승강장                           |

승강장 번호는 없다.

### 7호선 승강장
| 고읍 ↑ |
| \| 상  |
| ↓ 장암 |

| 상행 | ● 서울 지하철 7호선 | 고읍 방면 고읍차량기지 입고 열차 당역 종착                                          |
| 하행 | ● 서울 지하철 7호선 | 노원 · 상봉(한국열린사이버대학교)·강남구청 · 온수(성공회대입구)·석남(거북시장) 방면 |

## 역 주변
- 의정부경전철 송산차량기지
- 부용초등학교
- 부용중학교
- 부용고등학교
- 한라비발디 아파트
- 송산1동 행정복지센터
- 송산 주공 4단지
- 용현 현대 1차 아파트

## 인접한 역
| 서울 지하철 7호선   | 서울 지하철 7호선   | 서울 지하철 7호선                                                                     |
| ------------------- | ------------------- | ------------------------------------------------------------------------------------- |
| 707 고읍 방면       | ● 서울 지하철 7호선 | 709 장암 석남(거북시장) 방면                                                          |
| 의정부 경전철       |                     |                                                                                       |
| U124 송산 발곡 방면 | ● 의정부 경전철     | U126 차량기지 임시승강장(복합문화융합단지) 차량기지 임시승강장(복합문화융합단지) 방면 |

## 미래
서울 지하철 7호선의 북쪽 연장선인 도봉산-옥정 광역철도가 탑석역을 통과한 것으로 결정되어, 2027년 연말, 도봉산-옥정 광역철도가 개통되면 탑석역은 7호선과 의정부 경전철의 환승역이 된다. 또한 별내선의 연장이 추진중이다.